# Carl August von Steinheil
Carl August von Steinheil, född 12 oktober 1801 i Ribeauvillé, Alsace, död 14 september 1870 i München, var en tysk fysiker och astronom.
Steinheil studerade 1822-25 matematik och astronomi i Göttingen och Königsberg, var 1835-49 professor i matematik och fysik i München, sedan sektionsråd och föreståndare för departementet för telegrafi i Wien. Efter en kortvarig vistelse i Schweiz återvände han 1852 till München, där han verkade som bayerskt ministerialråd och tekniskt råd i handelsministeriet. 
Steinheil gäller som uppfinnare av den elektromagnetiska telegrafen, begagnade induktionsströmmarna samt visade (1837) att jorden kan användas som återgångsledning vid telegrafering och att sålunda endast en telegraftråd är behövlig. Han grundlade 1854 i München en optisk-astronomisk anstalt, som sedan 1865 under firma C.A. Steinheil Söhne innehades av hans son Hugo Adolf Steinheil (1832-93), som bland annat 1868 konstruerade ett periskop, och sonson Rudolf Steinheil (1865-1930). Firman fick stort rykte, särskilt genom konstruktion av stora refraktorobjektiv samt olika slag av fotografiska objektiv. 
Steinheil uppfann 1834 en ny prismacirkel och konstruerade 1842 en sinnrik astrofotometer, kallad Steinheils prismafotometer. Han författade en stor mängd vetenskapliga avhandlingar av astronomiskt, fysikaliskt och tekniskt innehåll.